# Œdipe sur la route
 (février 2019).
Si vous disposez d'ouvrages ou d'articles de référence ou si vous connaissez des sites web de qualité traitant du thème abordé ici, merci de compléter l'article en donnant les références utiles à sa vérifiabilité et en les liant à la section « Notes et références ».
Œdipe sur la route est un livre écrit par le romancier et psychanalyste Henry Bauchau, publié aux éditions Actes Sud en 1990. Le prix triennal du roman lui sera décerné quelque temps plus tard. Une suite, Antigone, est écrite en 1997.

## Résumé
Le roman reprend l'histoire du roi déchu Œdipe,, exilé de la ville de Thèbes, s'étant crevé les yeux après avoir appris la vérité sur ses origines. Œdipe fait partie de la lignée maudite des Labdacides ; il est celui qui a, sans le savoir, tué son propre père Laïos, et épousé sa mère, la reine Jocaste. De cette union incestueuse naissent quatre enfants : Étéocle, Polynice, Antigone et Ismène. Lorsqu'il découvre sa vraie nature, il décide de quitter la ville, au bras d'Antigone, qui le suivra dans son errance et le guidera jusqu'à la ville de Colone.